# Mike Lewis (canottiere)
Mike Lewis (Victoria, 15 ottobre 1981) è un canottiere canadese, vincitore della medaglia di bronzo nel 4 senza pesi leggeri a Pechino 2008.

## Palmarès
- Olimpiadi

Pechino 2008: bronzo nel 4 senza pesi leggeri.